# 나오시마 제도

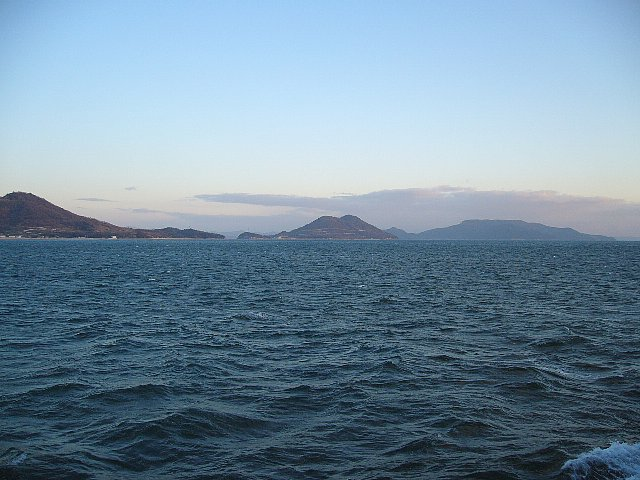

나오시마 제도(일본어: 直島諸島)는 일본 가가와현 가가와군 나오시마정에 있는 제도이다. 27개 섬으로 이루어져 있으며, 유인도는 5개 섬(나오시마, 무카에지마, 에지마, 우시가쿠비지마, 뵤우부지마)이며 나머지 22개 섬이 무인도이다. 중심 섬은 나오시마이며, 다카마쓰시에서 북쪽으로 13km, 오카야마현 다마노시의 남쪽 약 2km에 위치한다.